# マルクス・アエミリウス・スカウルス
マルクス・アエミリウス・スカウルス（ラテン語: Marcus Aemilius Scaurus、紀元前162年 - 紀元前89年）は、共和政ローマ後期の政務官。紀元前115年に執政官を務めた。彼の頷きはほぼ全世界を支配していたとも言われている。

## 出自
スカウルスの属するアエミリウス氏族は、古代の歴史家によると、ローマで最も古い家系とされている。最古の17農村トリブスの一つが、この氏族名を冠している。その祖先はピタゴラス、あるいは第二代ローマ王ヌマ・ポンピリウス ともされる。プルタルコスが引用している一説ではアイネイアースとラウィーニアの間の娘がアエミリアで、初代ローマ王ロームルスを生んだとしている（通説ではレア・シルウィアが母）。
氏族からは紀元前484年のルキウス・アエミリウス・マメルクス以来、多くの執政官が出ている。スカウルスは、足に変形があることを意味している。スカウルス家では、紀元前190年にレギッルス配下のレガトゥスの一人として、ルキウスがローマ・シリア戦争に参加した記録が残っているが、スカウルスの生家は裕福ではなかった。生活を維持するため、父は炭の業者となった。スカウルスは政務官を目指すか両替商として生計を立てるか迷ったが（元老院議員は商売を規制されていた）、弁舌に優れていたため政治家を目指した。

## 経歴

### クルスス・ホノルム
生まれたのは紀元前163年から162年にかけてのことと考えられており、ヌマンティア戦争に従軍したと思われ、いつかは不明だがクァエストルにも就任したはずである。
スカウルスは紀元前123年に神祇官に就任したと考えられている。オレステスのサルディニア反乱鎮圧にも従軍した。この間に属州で蓄財したのかもしれず、神祇官に推薦されたことからも、彼にはコネがあったことが覗える。
恐らく紀元前122年頃にアエディリス・クルリスとなったが、公の祝祭を開催するよりも法の執行に熱心だったという。紀元前119年にはプラエトルに就任したと考えられており、ユグルタの王位継承に反対した。
スカウルスは紀元前117年、執政官選挙に立候補したが、マクシムス・エブルヌスに破れた。この年の執政官は、ルキウス・カエキリウス・メテッルス・ディアデマトゥスと、クィントゥス・ムキウス・スカエウォラ・アウグルで、スカエウォラ・アウグルをメテッルス派とみる説もある。

### 執政官
紀元前115年、スカウルスはマルクス・カエキリウス・メテッルスと共に執政官に選出された。このときの選挙の対立候補はプブリウス・ルティリウス・ルフスであったが、落選したルティリウスはスカウルスを贈賄で訴えた。スカウルスは無罪を勝ち取り、ルティリウスを賞賛して彼に対し同様の訴訟を起こしたという。この訴訟で彼らが繰り広げた知恵比べの様子が伝わっている。スカウルスはルティリウスの手紙にA. F. P. Rと書かれていることを示し、これはラテン語で「プブリウス・ルティリウスの信義に基づいて取引された」という意味だと主張した。これに対しルティリウスは「以前行われ、後に取り戻された」だと主張したが、ガイウス・カニウスに否定された。彼はどちらの主張も信じなかった。「ではどういう意味なのかね」とスカウルスが問うと、カニウスは「アエミリウスは有罪、ルティリウスは処罰される」と答えたという。ルティリウス・ルフスも一部でメテッルス派とされる人物である。
任期中、プラエトル、プブリウス・デキウスが、スカウルスに対して起立して敬意を示さなかったため立腹し、彼の服を破りその椅子を叩き壊すと、彼に係争を裁かせてはならぬと宣言したエピソードも残っている。スカウルスは倹約のため食事の種類や量を規制する法を制定している。また、解放奴隷の投票に関する法も提出し、リグリア人やタウリスキ人に勝利して凱旋式も挙行している。彼の軍規は非常に厳しく、陣地に野生の果実が生えていても、誰一人手を付けるものはいなかったという。

### プリンケプス・セナトゥス
彼は前115年のケンソルによって、プリンケプス・セナトゥス（元老院筆頭）に指名されている。死去するまで幾度も指名され続けたが、これはケンソル経験者でない者がプリンケプス・セナトゥスに指名された最初の例で、このとき経験者であったカエピオは恐らく死去していたのではないかと考えられている。

### ユグルタ戦争
紀元前115年ごろはユグルタ戦争の準備段階の時期であり、歴史家サッルスティウスによればユグルタは元老院に多額の賄賂を送り、自分に有利な決定がなされるよう誘導していたという。その不道徳さを説明するため、サッルスティウスはスカウルスの性格について次のように記している。

#### アドヘルバルの死

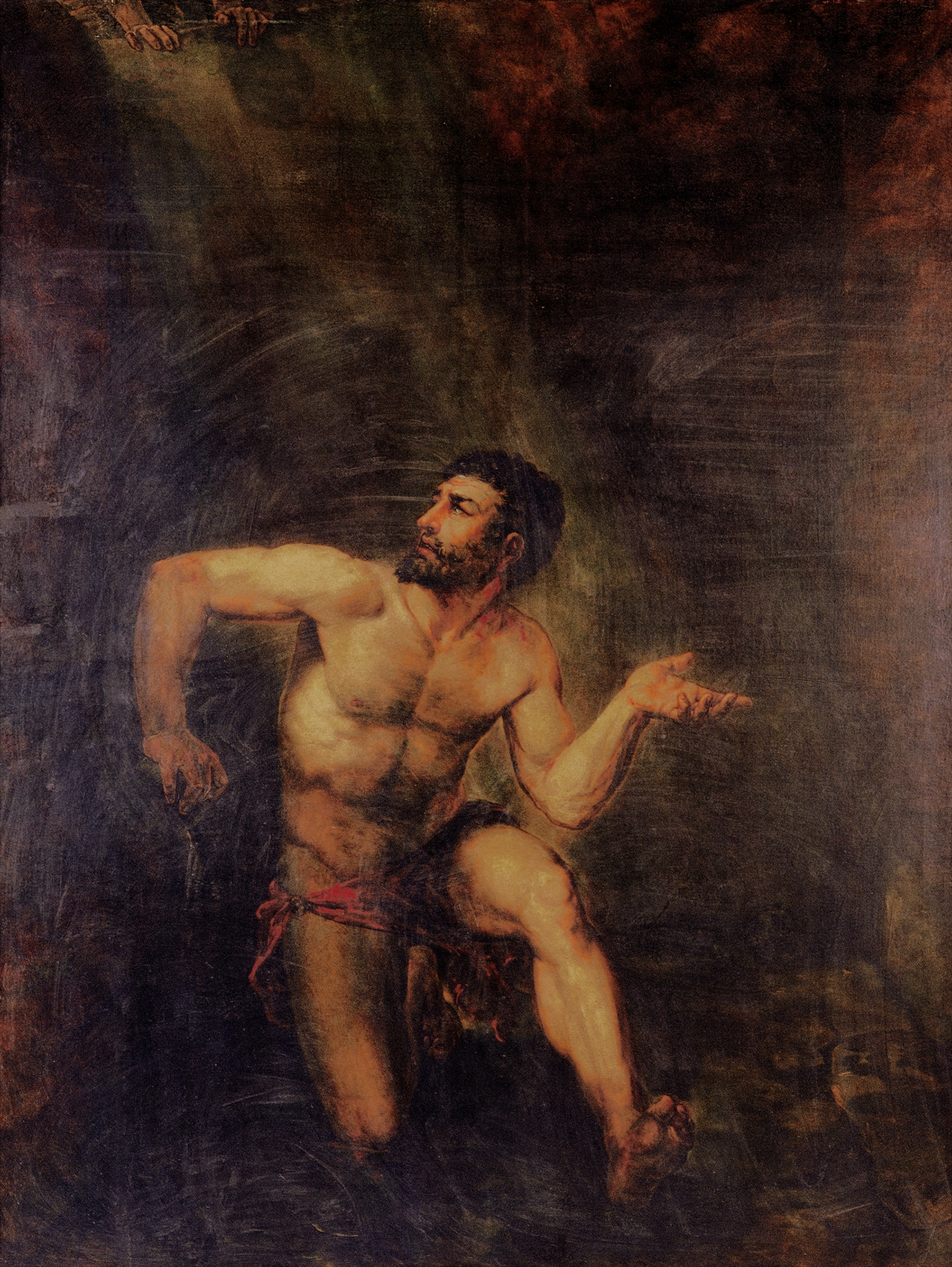
アウグスト・ミュラーの描く『ユグルタ』、リオデジャネイロの国立美術館収蔵（1842年頃）

紀元前112年、アドヘルバルはユグルタをキルタ（現コンスタンティーヌ）近郊で迎え撃ったが、夜襲を受け敗北、キルタに逃げ込んだアドヘルバルをユグルタが包囲した。これを知ったローマはユグルタに使者を送り説明を求めたが、ユグルタはアドヘルバルに命を狙われたとうそぶき正当性を主張、ローマへ説明しに行くことを約束すると使者は帰国した。使者がいなくなるとユグルタは更に包囲を強め、窮地に陥ったアドヘルバルはローマへ密使を送り助けを求めた。
アドヘルバルの救援要請に対し、軍を出すべきとの意見もあったが、ユグルタの鼻薬が効いており実現しなかった。しかし前回より地位の高い人々で構成された使節団の派遣が決定され、スカウルスらが選ばれた。使節団は大急ぎで北アフリカへ渡り、ユグルタへ出頭を命じた。ユグルタはスカウルスを怒らせることを恐れ、包囲を解くことなく出頭したが、使節団は威嚇だけして帰国してしまった。カルタに滞在していたイタリア出身の事業家たちは、自分たちはローマの威光で害されることはないだろうと楽観視し、アドヘルバルを降伏させ、アドヘルバルはユグルタに殺害された。

#### ベスティア出兵
これを受け、翌紀元前111年、ユグルタ派の引き延ばし工作はあったものの、ヌミディア担当となった執政官ベスティアはユグルタの息子らのローマ入りを拒否し、出兵を決定した。彼は庇護を期待してスカウルスら門閥貴族をレガトゥスに選ぶと、レギウムからシキリアへ渡り、そこからヌミディアに侵攻した。しかしユグルタの買収工作は激しく、最大の敵対者であったスカウルスも陥落した。スカウルスを味方につけたユグルタは和平への道を探り、ベスティアやスカウルスと秘密裏に交渉した後偽りの降伏を申し出、軍中コンシリウムではごくわずかな賠償のみで降伏を認めることが決定された。

#### メンミウスの告発
この決定にプレブス（平民）の怒りの声が大きくなったが、動揺する元老院をスカウルスが抑えた。収まりのつかないガイウス・メンミウス (護民官)はあちこちのコンティオ（集会）でこの偽りの降伏を告発し、スカウルスらの汚職を証明するため当時プラエトルであったロンギヌスにユグルタを召喚させることが決定された。スカウルスはこのメンミウスの弾劾を受けたベスティアの弁護を行ったが、そのとき葬列が通りかかった。スカウルスは以前遺言もなく死亡したある金持ちの遺産を手に入れたと非難されており、メンミウスはスカウルスに向かって「見ろスカウルス、死体が通るぞ、あれの遺産も手に入れるのか」と挑発したという。ロンギヌスに説得され、哀れみを誘う姿でローマへやってきたユグルタだったが、怒り狂うプレブスたちは口々に彼の処刑を言い立てた。しかしユグルタは護民官の一人を買収し、コンティオでの証言を妨害させた。

#### アルビヌスの敗戦
翌紀元前110年、ヌミディア担当執政官スプリウス・アルビヌスはマシニッサの孫マッシワをヌミディアの王位に就けようと工作した。ユグルタはマッシワを暗殺しようとしたが失敗し、計画が明るみに出たが、のらりくらりと追求を躱し続け、スプリウス・アルビヌスは出兵した。しかしユグルタの遅延工作によって決定的な会戦に至らず、スプリウスは弟のアウルス・アルビヌスに軍を預けて選挙管理のため帰国する。残されたアウルス・アルビヌスはユグルタの買収工作によって大敗を喫し、軛をくぐって講和を結ぶ屈辱を受けた。

#### 査問
この不祥事にまたもやプレブスの怒りが沸騰し、護民官の一人ガイウス・マミリウス・リメタヌスはユグルタの贈収賄を追求する法案を提出した。この追求に3人のクァエシトレス（査問官）が選出されたが、この一人にスカウルスが収まっている。このマミリウス法によって、ベスティアやオピミウス、カトといった執政官経験者が追放されている。

### ケンソル
紀元前109年、ドルススと共にケンソルに選ばれた。ドルススの祖父はアエミリウス氏族からリウィウス氏族に養子入りしていた。ドルススは任期中に死去し、ケンソルは一人が死去した場合、補充を選出せず残った一人も辞任する習慣であったが、スカウルスは護民官に収監を命じられるまで辞任しようとしなかったという。スカウルスはパルマからポー川まで運河を建設して排水し、ピサからデルトナに至るアエリミア・スカウリ街道を建設した。またムルウィウス橋を建設している。スカウルスは翌年のケンソルによって再度プリンケプス・セナトゥスに指名された。
紀元前104年、元老院の命令によりオスティア・アンティカの穀物供給担当クァエストルであったサトゥルニヌスと交代した。原因はサトゥルニヌスへの嫌がらせ、または彼自身の怠惰と言われている。この年、神祇官のアヘノバルブスが死去したが、そのとき護民官だった同名の子がこれを継ぐことが出来なかった。腹を立てた彼は父の同僚神祇官の一人であるスカウルスを儀式の不備で告発したが無罪となった。
またこの年の執政官フィンブリアが任期終了後に告発されたが、スカウルスが弁護して無罪を勝ち取っている。同じ紀元前103年には、アラウシオの戦いで大敗したため護民官ガイウス・ノルバヌスに国家反逆罪（maiestate）で告発されたカエピオの弁護も行っているが、この裁判は拒否権を行使しようとしたティトゥス・ディディウスら護民官すら強制排除されるなど暴力的で、スカウルスも石で殴られている。
翌紀元前102年、ケンソルに就任したカエキリウス・メテッルス家の二人によってプリンケプス・セナトゥスに再指名された。更に紀元前97年、紀元前92年にも以前訴えられたアヘノバルブスらに再指名されている。

#### 派閥
大プリニウスによれば、スカウルスはガイウス・マリウスの一派が属州で収奪した財産を受け取っていたとされ、世界各地から富を集めていたと言うが、おそらくマリウスが執政官に就任した後、紀元前104年から数年の間に結びついたのだろう。また、キケロの記述を根拠として、その協力関係は紀元前100年頃から始まり、紀元前90年代まで続いたとみる説もある。その紀元前100年、サトゥルニヌス派がローマ市で起こした反乱に対し、スカウルスがその鎮圧をマリウスに依頼し、彼を動かしたとされる。もちろん彼がプリンケプス・セナトゥスであったこともあるだろうが、彼らの個人的交友関係が後押しした可能性もある。
この時代を、メテッルス派とマリウス派の対立と捉える説があり、スカウルスはメテッルス派の首領と一般的に言われているが、スカウルスは、メテッルス派の執政官が管理する執政官選挙で落選し、メテッルス派のルティリウス・ルフスから訴追されており、更に彼が管理したと思われる執政官選挙で、ガイウス・カエキリウス・メテッルス・カプラリウスが落選している。プリンケプス・セナトゥスへの指名も、前例を検討すると、派閥の存在を安易に予測することは出来ない。おそらく紀元前101年頃に、ルキウス・カエキリウス・メテッルス・デルマティクスの娘とかなりの年の差結婚をしているが、ローマの貴族の例からは、婚姻関係が行動を制限しないものが多く見つかるほどで、スカウルスほどの市民の第一人者であれば、派閥に縛られることなく、自身の利益のために様々な勢力と交友関係を持ったことだろう。
紀元前91年頃、スカウルスがアシアでレガトゥスを務めていた期間中に、政務官による恐喝強要規制法（repetundis）もしくは国家反逆罪に触れたとして告発された。どちらも収賄の罪で、ミトリダテス6世からの収賄は国家を裏切る行為とされた。このことから、紀元前93年頃アシアに駐在していたのではないかと考えられている。

#### 同盟市戦争
マリウスの軍制改革によってローマ市民と同様に兵力を供出していた同盟国の間に不満が高まり、彼らは反乱を起こした。紀元前90年の護民官クィントゥス・ウァリウス・セウェルス・ヒブリダは、この同盟市戦争に拍車をかけた全ての人々を国家反逆罪に問う、ウァリウス法（Lex Varia de Maiestate）を通過させた。戦争中もこの裁判はだけは継続して行われ、コッタが追放された。スカウルスも被告の一人となったが無罪を勝ち取ったようである。ウァリウスはガリア・キサルピナ出身のプレブスであり、この裁判でスカウルスは、新参者のウァリウスと自分とどちらが信用できるのかと問いかけたエピソードが残っている。ウァリウスは翌年、自らの法によって追放された。

#### 最期
恐らく紀元前89年にもケンソルであったクラッススの父プブリウスや、ルキウス・ユリウス・カエサル (紀元前90年の執政官)によってプリンケプス・セナトゥスに指名された。この年、最高神祇官になっていたアヘノバルブスが死去している。スカウルスはこの年もしくは翌紀元前88年に死去し、後任神祇官にスキピオ・アシアゲヌスが就任したと碑文などに記録されている。

## 人物
キケロの時代にスカウルスの演説はまだその内容が現存しており、ルキウス・フフィディウスによって3冊の伝記が残されていた。それによればスカウルスは思慮深さと自然ににじみ出る信頼感によって元老院でも父と尊敬されており、キケロはこの伝記について、クセノポンのキュロスの教育は優れた作だが、我々の政体や慣習に合うスカウルスのシンプルな誠実さには勝てないと評している。

### 家族
彼には息子がいたが、兵役中に無断行動を取ったことから勘当し、恥辱を感じた息子は自決している。彼の2人目の妻は当時隆盛を誇ったプレプス系メテッルス家の、最高神祇官デルマティクスの娘カエキリア・メテッラ・デルマティカで、彼女は後にルキウス・コルネリウス・スッラの4人目の妻となっている。この結婚で次の2人の子供が生まれた。
- アエミリア・スカウラ（英語版） - グナエウス・ポンペイウスの2度目の妻[67]
- マルクス・アエミリウス・スカウルス（英語版） - 紀元前56年のプラエトル